# Avimimus
Avimimus ist ein theropoder Dinosaurier aus der Gruppe der Oviraptorosauria aus der Oberkreide Ostasiens.
Diese Gattung wurde im Jahr 1981 von Sergej Kursanow mit der Art Avimimus portentosus erstbeschrieben, basierend auf einem nahezu vollständigen Skelett.
Ein weiteres fast komplettes Skelett wurde 1996 entdeckt. Im Jahr 2001 wurde anhand einiger isolierter Knochen eine zweite Art (Avimimus sp.) informell beschrieben. 2008 wurde die Entdeckung eines Bonebeds (stark mit fossilen Knochen angereicherte Sedimentschicht) bekannt gemacht, das die Überreste von mindestens 10 Avimimus-Individuen enthält.
Avimimus war ein etwa 1,5 Meter langer, zweibeinig laufender Theropode, dessen Kiefer einen größtenteils zahnlosen Schnabel bildeten – dies könnte auf eine pflanzenfressende oder allesfressende Ernährungsweise hindeuten. Kursanow vermutet in seiner Erstbeschreibung und darauf folgenden Veröffentlichungen, dass sich Avimimus von fliegenden oder springenden Insekten ernährt haben könnte – in dieser Lebensweise sieht er einen möglichen ersten Schritt hin zum Vogelflug, da bei der Jagd Sprünge oder ähnliche Bewegungen nötig gewesen wären. Wahrscheinlich war Avimimus. gefiedert.

## Merkmale

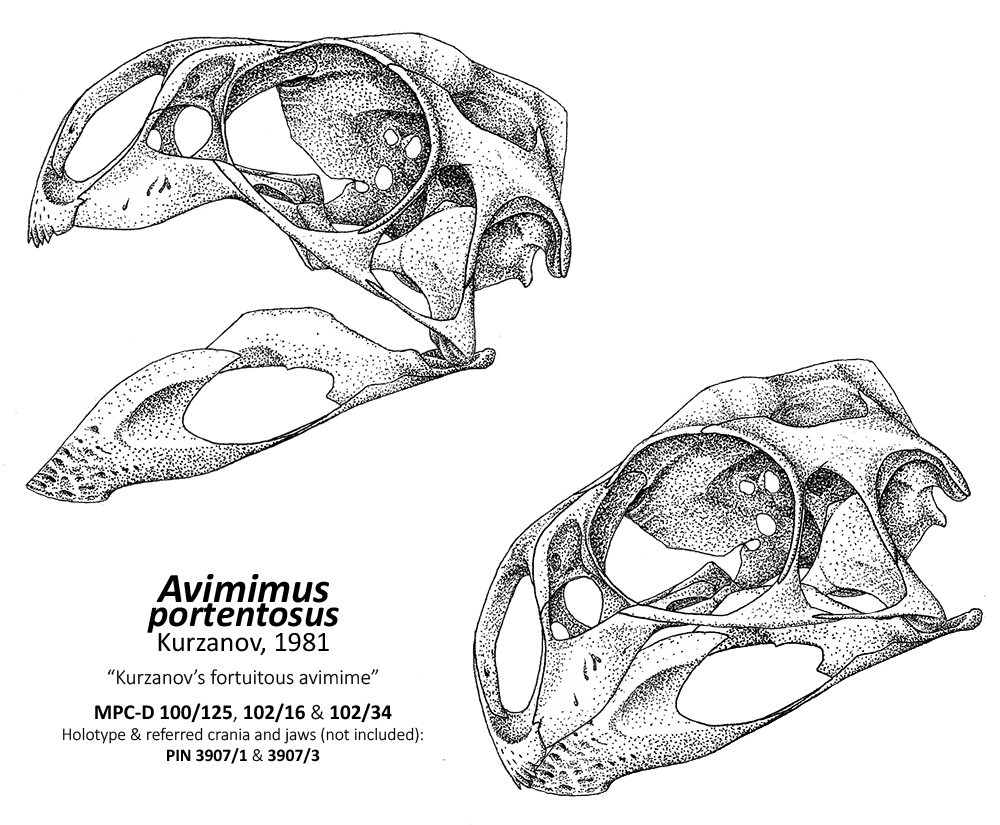
Schädel

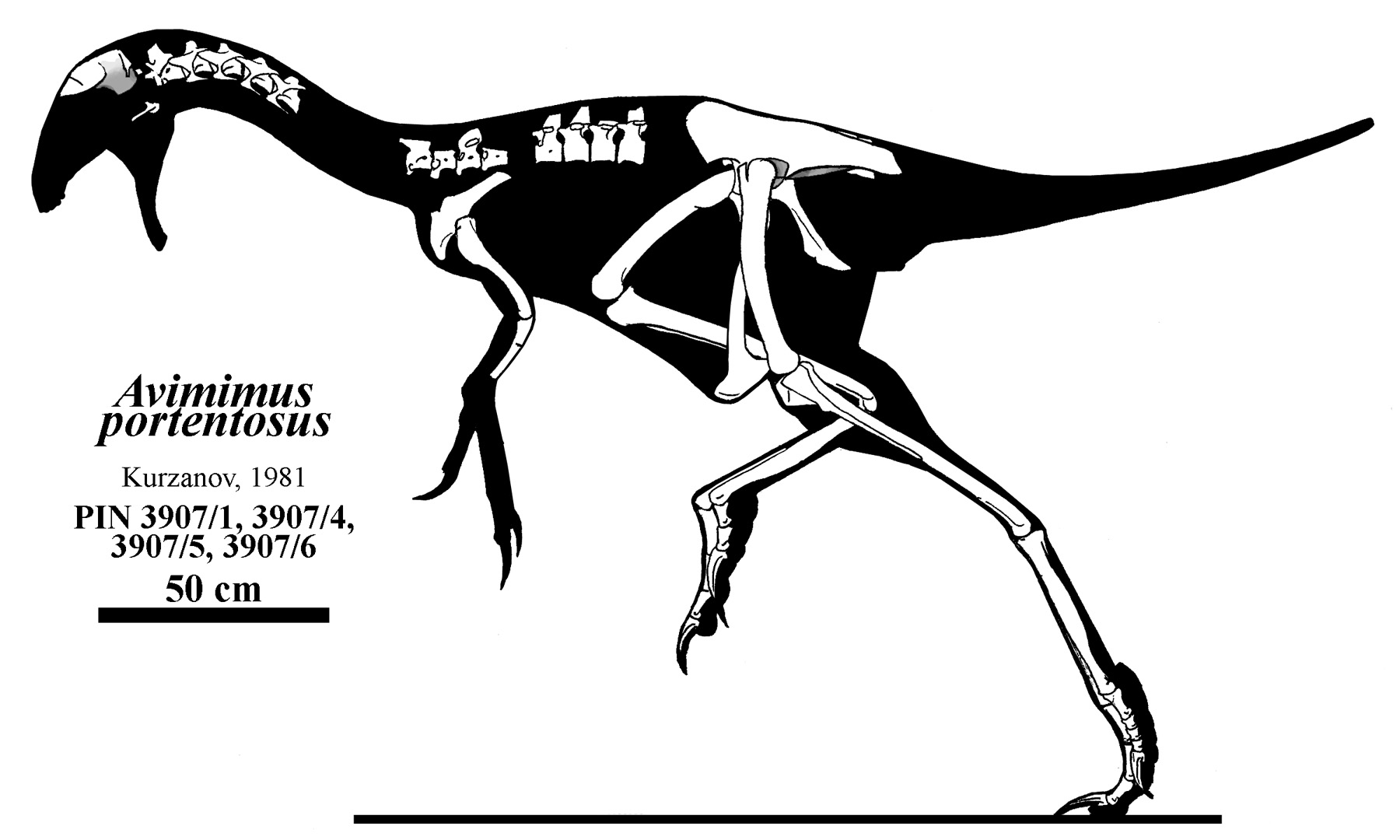
Zeichnerische Skelettrekonstruktion

Der verhältnismäßig kleine Schädel zeichnet sich durch relativ große Augenhöhlen und einem großen Gehirn aus, worauf auch die relativ großen Knochen des Hirnschädels hindeuten. Insgesamt ist der Schädel leicht gebaut, was sich z. B. an den recht kleinen Condylus occipitalis zeigt, den Gelenkknorren der Hinterhauptbeine. Das Foramen magnum, das Hinterhauptsloch, war bei Avimimus jedoch relativ groß. Trotz des leichten Baus erscheint der Schädel sehr solide, so sind nahezu sämtliche Knochen des Schädeldachs verschmolzen. Lediglich das Zwischenkieferbein am vorderen Ende des Oberkiefers zeigt kleine Zähne, der Rest des Kiefers war zahnlos.
Der Hals war lang und dünn und zeigte mindestens 12 Wirbel, die länger waren als bei anderen Oviraptorosauria. Das Kreuzbein (Sacrum) bestand aus 7 Wirbeln, das Becken war breit. Anders als bei allen anderen Oviraptorosauria waren die Beckenknochen miteinander verschmolzen, wobei die Nahtstellen fast nicht erkennbar sind. Die Arme waren kurz und machten ein Drittel der Länge der Hinterbeine aus. Die Mittelhandknochen waren wie bei den heutigen Vögeln verschmolzen. Die Beine waren lang und dünn, wobei das Schienbein (Tibia) verhältnismäßig lang war. Ähnlich wie heutige Vögel zeigen die Beine einen Tibiotarsus, das heißt, dass die oberen Fußknochen mit dem Schienbein verschmolzen waren. Der gesamte Tibiotarsus war um 30 % länger als der Oberschenkelknochen (Femur), welcher beim Typexemplar 188 mm lang ist. Des Weiteren existierte ein Arctometatarsus: Der zweite und der vierte Mittelfußknochen schoben sich über den dritten, sodass dieser von vorne betrachtet nur am unteren Teil des Mittelfußes sichtbar war.

## Entdeckungsgeschichte und Namensgebung
Die ersten Fossilien von Avimimus fand eine sowjetisch-mongolische Expedition in die Wüste Gobi im Sommer 1973. Das Holotyp-Material (Katalognummer PIN 3907/1) wurde in der Fundstelle Udan-Sayr entdeckt, die in den Vorbergen der Gurvansaikhan-Berge in der südlichen Gobiwüste in der Mongolei liegt.
Die etwa 15 Meter dicke Sedimentschicht des Fundorts wird von rötlichen Sandsteinen dominiert und enthielt außerdem Zähne des Tyrannosauriden Tarbosaurus. Weitere Überreste (Katalognummer 3906/1) stammen aus der Fundstelle Shara-Tsav in der südöstlichen Gobiwüste, welche besonders bekannt ist für ein fast vollständiges Skelett des Ornithomimosauriers Gallimimus sowie eines Schädels des Sauropoden Nemegtosaurus. Kursanov gibt in seiner Erstbeschreibung an, dass die Avimimus-Fossilien aus der Djadochta-Formation stammen – Forscher um Watabe, die ein neueres Skelett untersuchten, halten jedoch eine Zugehörigkeit zur jüngeren Nemegt-Formation für wahrscheinlicher.
Bei dem Typmaterial von Udan-Sayr handelt es sich um ein annähernd vollständiges Skelett, wobei vom Schädel lediglich das schlecht erhaltene Schädeldach gefunden wurde. Der Großteil des Skeletts befand sich bei der Entdeckung im anatomischen Verbund; sämtliche Wirbel, die Becken- sowie die oberen Armknochen wurden jedoch getrennt vorgefunden. Bei den Funden aus Shara-Tsav handelt es sich um Knochen des Postkraniums verschiedener Individuen. Die Funde werden in die Oberkreide (Santonium bis frühes Campanium) datiert und sind damit ca. 86 bis 80 Millionen Jahre alt.
Die Funde wurden 1981 von Sergej Kursanow erstbeschrieben. Avimimus portentosus bedeutet so viel wie „ungewöhnlicher Vogelnachahmer“, wobei der Gattungsname Avimimus aus den lateinischen Wörtern avis (Vogel) und mimus (nachahmen) abgeleitet, während das Artepitheth von dem lateinischen portentosus (ungewöhnlich) stammt.
Im Jahr 2000 beschrieben Watabe et al. ein weiteres nahezu vollständiges Skelett, dass 1996 entdeckt wurde. Außerdem schrieben diese Autoren eine Anzahl kleiner theropoder Fußspuren aus dem Fundgebiet Avimimus zu. Eine Studie aus 2001 kam zu dem Ergebnis, dass es sich bei verschiedenen isoliert gefundenen Avimimus-Knochen um eine oder mehrere neue Arten handelt, die vorläufig unter Avimimus sp. geführt werden.
Im Jahr 2008 berichtete ein Team kanadischer, amerikanischer und mongolischer Paläontologen unter der Leitung von Philip Currie von der Entdeckung eines umfangreichen Bonebeds von Avimimus sp. So konnten mindestens 10 verschiedene Individuen nachgewiesen werden, die Ablagerungen könnten jedoch noch weitere Überreste enthalten. Der Fundort gehört zur Nemegt-Formation und liegt 10,5 Meter über der Baruungoyot-Formation in der Wüste Gobi. Alle Individuen waren entweder adulte oder subadulte Tiere, wobei die adulten Tiere in der Größe nur geringfügig variieren. Die adulten Tiere zeigen eine stärkere Verschmelzung der Knochen des Tarsometatarsus sowie des Tibiotarsus, außerdem sind Narben, die durch Muskelansätze auf den Knochen entstanden, an den Knochen adulter Tiere deutlicher zu sehen. Das Forscherteam vermutet außerdem ein mögliches Gruppenleben, da die Individuen zusammen gefunden wurden. Die Funde aus der Nemegt-Formation wurden 2018 als eigenständige Art Avimimus nemegtensis beschrieben.
Im Jahr 1991 stellte Sankar Chatterjee das Taxon Avimimiformes auf, was heute aber bei den meisten Paläontologen nicht anerkannt wird.